# Ignacio Olábarri Gortázar
Ignacio Olábarri Gortázar (Bilbao, 5 de junio de 1950-Pamplona, 4 de diciembre de 2024) fue un historiador español, catedrático de la Universidad de Navarra.

## Biografía
Nacido en Bilbao en 1950, en el seno de una familia vinculada a negocios mineros y fabriles. Fue el catedrático español más joven de Historia Contemporánea, el primero en ocupar esa plaza en la Universidad del País Vasco (1982)pasando posteriormente a la Universidad de Navarra.Anteriormente había logrado una plaza de agregado en la Universidad de Murcia.
Realizó los estudios de bachillerato en el colegio Gaztelueta (Lejona, Vizcaya). A los catorce años disfrutó de una estancia en Inglaterra. Su primer contacto con la universidad se produjo en 1967, en la Universidad Hispanoamericana de Santa María de La Rábida, donde asistió a una serie de lecciones de historia de España impartidas por José Manuel Cuenca Toribio.
En la Universidad de Navarra recibió la influencia de Valentín Vázquez de Prada, discípulo de Fernand Braudel y de la Escuela de los Annales, cuyos principios representaban para Olábarri el paradigma de la historiografía científica.
En 1973 comenzó su producción investigadora con un trabajo titulado Los orígenes del socialismo en Vizcaya, memoria presentada a la Fundación Juan March, y por la que recibió una beca de un año de duración. En abril de ese mismo año se casa, y aprovecha el viaje de novios para entrevistar en Ginebra a Andrés Saborit, visitar el St Antony's College (Oxford) y trabajar en el Instituto Internacional de Historia Social de Ámsterdam. En junio leyó su tesis de licenciatura "El movimiento obrero en Vizcaya, 1870-1936: estado de la cuestión".
El 20 de marzo de 1976 defendió su tesis doctoral ante un tribunal formado por: Valentín Vázquez de Prada, por aquel entonces decano de la Facultad; Ángel Martín Duque, Carlos Seco Serrano, Miguel Artola Gallego y Vicente Cacho Viu.
Fue autor de obras como Relaciones laborales en Vizcaya, 1890-1936 (Leopoldo Zugaza, editor, 1978), su tesis doctoral; ¿Lucha de clases o conflicto de intereses? Ensayos de historia de las relaciones laborales en la edad contemporánea (Eunsa, 1991); Tendencias historiográficas, vol. I, Desde la antigüedad hasta el siglo XIX (Newbooks, 1999), junto a Francisco Javier Caspistegui; y Las vicisitudes de Clío (Siglos XVIII-XXI). Ensayos historiográficos (Ediciones Universidad de Salamanca, 2013); entre otras.
También fue editor de La historiografía en Occidente desde 1945. Actitudes, tendencias y problemas metodológicos (Eunsa, 1985), junto a Valentín Vázquez de Prada y Alfredo Floristán Imízcoz; Balance de la historiografía sobre Iberoamérica (1945-1988) (Eunsa, 1989), de nuevo junto a Vázquez de Prada; entre otras obras. 
Falleció el 4 de diciembre de 2024 en Pamplona.